# Medaillenspiegel der Olympischen Sommerspiele 1988
Diese Tabelle zeigt den Medaillenspiegel der Olympischen Sommerspiele 1988 in Seoul. Die Platzierungen sind nach der Anzahl der gewonnenen Goldmedaillen sortiert, gefolgt von der Anzahl der Silber- und Bronzemedaillen. Weisen zwei oder mehr Länder eine identische Medaillenbilanz auf, werden sie alphabetisch geordnet auf dem gleichen Rang geführt. Dies entspricht dem System, das vom Internationalen Olympischen Komitee (IOC) verwendet wird.
52 der 159 teilnehmenden Nationen gewannen in einem der 237 ausgetragenen Wettbewerbe mindestens eine Medaille. Von diesen gewannen 31 mindestens eine Goldmedaille.

## Medaillenspiegel
| Platz | Mannschaft                         | Gold | Silber | Bronze | Gesamt |
| ----- | ---------------------------------- | ---- | ------ | ------ | ------ |
| 01    | Sowjetunion (URS)                  | 55   | 31     | 46     | 132    |
| 02    | DDR (GDR)                          | 37   | 35     | 30     | 102    |
| 03    | Vereinigte Staaten (USA)           | 36   | 31     | 27     | 94     |
| 04    | Südkorea (KOR)                     | 12   | 10     | 11     | 33     |
| 05    | BR Deutschland (FRG)               | 11   | 14     | 15     | 40     |
| 06    | Ungarn (HUN)                       | 11   | 6      | 6      | 23     |
| 07    | Bulgarien (BUL)                    | 10   | 12     | 13     | 35     |
| 08    | Rumänien (ROU)                     | 7    | 11     | 6      | 24     |
| 09    | Frankreich (FRA)                   | 6    | 4      | 6      | 16     |
| 10    | Italien (ITA)                      | 6    | 4      | 4      | 14     |
| 11    | Volksrepublik China (CHN)          | 5    | 11     | 12     | 28     |
| 12    | Großbritannien (GBR)               | 5    | 10     | 9      | 24     |
| 13    | Kenia (KEN)                        | 5    | 2      | 2      | 9      |
| 14    | Japan (JPN)                        | 4    | 3      | 7      | 14     |
| 15    | Australien (AUS)                   | 3    | 6      | 5      | 14     |
| 16    | Jugoslawien (YUG)                  | 3    | 4      | 5      | 12     |
| 17    | Tschechoslowakei (TCH)             | 3    | 3      | 2      | 8      |
| 18    | Neuseeland (NZL)                   | 3    | 2      | 8      | 13     |
| 19    | Kanada (CAN)                       | 3    | 2      | 5      | 10     |
| 20    | Polen (POL)                        | 2    | 5      | 9      | 16     |
| 21    | Norwegen (NOR)                     | 2    | 3      | —      | 5      |
| 22    | Niederlande (NED)                  | 2    | 2      | 5      | 9      |
| 23    | Dänemark (DEN)                     | 2    | 1      | 1      | 4      |
| 24    | Brasilien (BRA)                    | 1    | 2      | 3      | 6      |
| 25    | Spanien (ESP)                      | 1    | 1      | 2      | 4      |
| 0     | Finnland (FIN)                     | 1    | 1      | 2      | 4      |
| 27    | Türkei (TUR)                       | 1    | 1      | —      | 2      |
| 28    | Marokko (MAR)                      | 1    | —      | 2      | 3      |
| 29    | Suriname (SUR)                     | 1    | —      | —      | 1      |
| 0     | Portugal (POR)                     | 1    | —      | —      | 1      |
| 0     | Österreich (AUT)                   | 1    | —      | —      | 1      |
| 32    | Schweden (SWE)                     | —    | 4      | 7      | 11     |
| 33    | Schweiz (SUI)                      | —    | 2      | 2      | 4      |
| 34    | Jamaika (JAM)                      | —    | 2      | —      | 2      |
| 35    | Argentinien (ARG)                  | —    | 1      | 1      | 2      |
| 36    | Amerikanische Jungferninseln (ISV) | —    | 1      | —      | 1      |
| 0     | Chile (CHI)                        | —    | 1      | —      | 1      |
| 0     | Costa Rica (CRC)                   | —    | 1      | —      | 1      |
| 0     | Indonesien (INA)                   | —    | 1      | —      | 1      |
| 0     | Iran (IRI)                         | —    | 1      | —      | 1      |
| 0     | Niederländische Antillen (AHO)     | —    | 1      | —      | 1      |
| 0     | Peru (PER)                         | —    | 1      | —      | 1      |
| 0     | Senegal (SEN)                      | —    | 1      | —      | 1      |
| 44    | Belgien (BEL)                      | —    | —      | 2      | 2      |
| 0     | Mexiko (MEX)                       | —    | —      | 2      | 2      |
| 46    | Dschibuti (DJI)                    | —    | —      | 1      | 1      |
| 0     | Griechenland (GRE)                 | —    | —      | 1      | 1      |
| 0     | Kolumbien (COL)                    | —    | —      | 1      | 1      |
| 0     | Mongolei (MGL)                     | —    | —      | 1      | 1      |
| 0     | Pakistan (PAK)                     | —    | —      | 1      | 1      |
| 0     | Philippinen (PHI)                  | —    | —      | 1      | 1      |
| 0     | Thailand (THA)                     | —    | —      | 1      | 1      |
|       | Gesamt                             | 241  | 234    | 264    | 739    |

## Medaillen bei den Demonstrationswettbewerben*
| Platz | Mannschaft               | Gold | Silber | Bronze | Gesamt |
| ----- | ------------------------ | ---- | ------ | ------ | ------ |
| 01    | Südkorea (KOR)           | 11   | 4      | 3      | 18     |
| 02    | Vereinigte Staaten (USA) | 5    | 3      | 6      | 14     |
| 03    | Chinesisch Taipeh (TPE)  | 2    | —      | 3      | 5      |
| 04    | Dänemark (DEN)           | 1    | 1      | —      | 2      |
| 0     | Polen (POL)              | 1    | 1      | —      | 2      |
| 06    | Japan (JPN)              | 1    | —      | 3      | 4      |
| 07    | Frankreich (FRA)         | 1    | —      | 1      | 2      |
| 08    | Brasilien (BRA)          | 1    | —      | —      | 1      |
| 0     | Österreich (AUT)         | 1    | —      | —      | 1      |
| 10    | Spanien (ESP)            | —    | 4      | 5      | 9      |
| 11    | BR Deutschland (FRG)     | —    | 2      | 4      | 6      |
| 12    | DDR (GDR)                | —    | 2      | 1      | 3      |
| 0     | Türkei (TUR)             | —    | 2      | 1      | 3      |
| 14    | Sowjetunion (URS)        | —    | 1      | 4      | 5      |
| 15    | Niederlande (NED)        | —    | 1      | 2      | 3      |
| 16    | Ägypten (EGY)            | —    | 1      | —      | 1      |
| 0     | Italien (ITA)            | —    | 1      | —      | 1      |
| 0     | Japan (JPN)              | —    | 1      | —      | 1      |
| 19    | Mexiko (MEX)             | —    | —      | 3      | 3      |
| 20    | Jordanien (JOR)          | —    | —      | 2      | 2      |
| 21    | Bahamas (BAH)            | —    | —      | 1      | 1      |
| 0     | Belgien (BEL)            | —    | —      | 1      | 1      |
| 0     | Großbritannien (GBR)     | —    | —      | 1      | 1      |
| 0     | Iran (IRI)               | —    | —      | 1      | 1      |
| 0     | Kanada (CAN)             | —    | —      | 1      | 1      |
| 0     | Malaysia (MAS)           | —    | —      | 1      | 1      |
| 0     | Nepal (NEP)              | —    | —      | 1      | 1      |
| 0     | Puerto Rico (PUR)        | —    | —      | 1      | 1      |
| 0     | Saudi-Arabien (KSA)      | —    | —      | 1      | 1      |
|       | Gesamt                   | 24   | 24     | 47     | 95     |

*Die olympischen Demonstrationssportarten umfassten Baseball (1 Wettbewerb), Judo für Frauen (7) und Taekwondo (16).